# Ghiacciai dell'Islanda

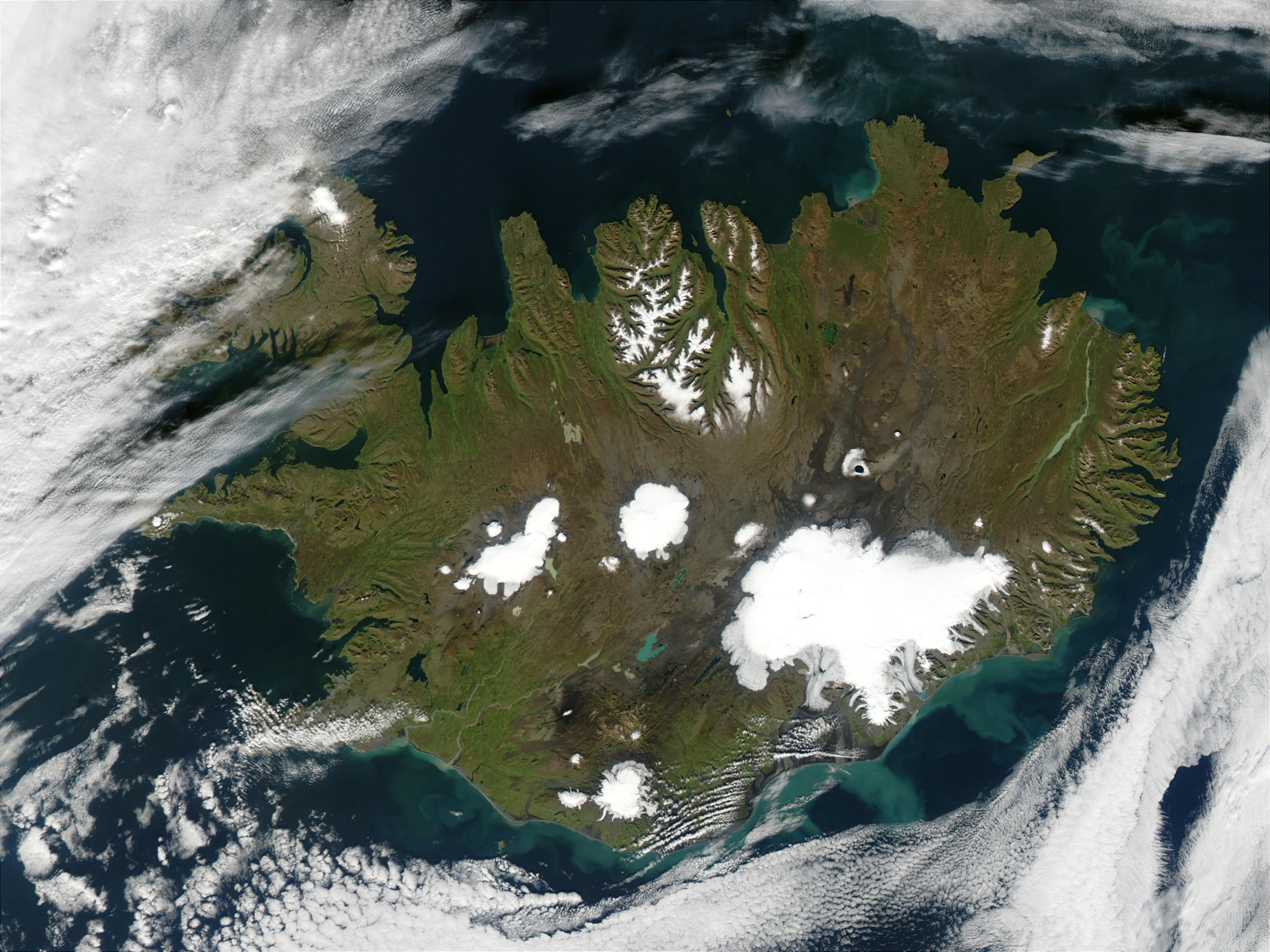
L'Islanda alla conclusione del periodo estivo, settembre 2002

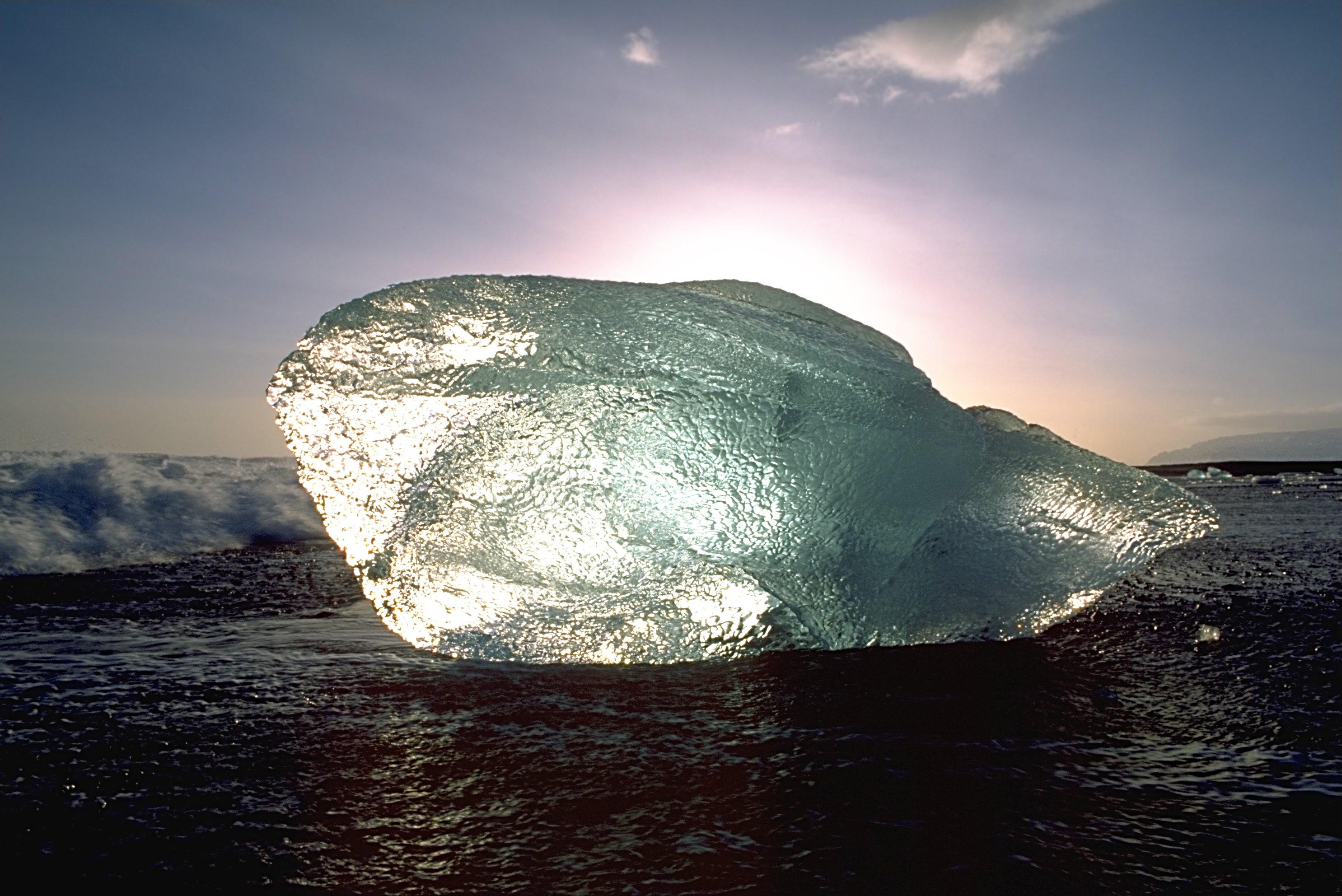
Blocco di ghiaccio sulla spiaggia presso Jökulsárlón.

I ghiacciai islandesi coprono ampie parti dell'isola (il 12% del totale) e fanno parte del paesaggio.
Grazie al clima artico alcune lingue di ghiaccio raggiungono quasi il mare come ad esempio
nel Jökulsárlón.
La parola islandese jökull significa letteralmente cupola, calotta, cioè ghiacciaio e fa dunque parte dei nomi degli stessi come desinenza caratteristica.

## Caratteristiche
Complessivamente contengono 3600 km³ di acqua, rappresentando la maggior riserva d'acqua dolce del paese.
Questi ghiacciai alimentano i fiumi più grandi del paese e provvedono almeno ad un terzo della loro portata, inoltre sono localizzati su vulcani molto attivi che possono essere all'origine di pericolosi jökulhlaup.
Tipicamente nei ghiacciai islandesi la radiazione solare provvede ai due terzi dell'energia di fusione, con i flussi turbolenti dell'aria che provvedono il terzo restante.
In tutti i maggiori ghiacciai islandesi i surge glaciali rappresentano una porzione significativa del trasporto di massa verso le aree di ablazione glaciale, giocando un ruolo importante nella dinamica dei ghiacciai e nell'idrologia.
Dalla fine del XIX secolo si osserva un generale regresso dei ghiacciai islandesi, con il Vatnajökull che ha perso circa il 10% del proprio volume (300 km³). 

## Principali ghiacciai
|      | Ghiacciaio                      | Area km² | Volume km³ | Altitudine m | Coordinate geografiche |
| ---- | ------------------------------- | -------- | ---------- | ------------ | ---------------------- |
| 1    | Vatnajökull                     | 8.300    | 3,100      | 2,109.6      | 64°24′N 16°48′W        |
| 2    | Langjökull                      | 953      | 195        | 1,360        | 64°45′N 19°59′W        |
| 3    | Hofsjökull                      | 925      | 208        | 1,765        | 64°49′N 18°49′W        |
| 4    | Mýrdalsjökull                   | 596      | 140        | 1,493        | 63°40′N 19°06′W        |
| 5    | Drangajökull                    | 160      |            | 925          | 66°09′N 22°15′W        |
| 6    | Eyjafjallajökull                | 78       |            | 1,666        | 63°38′N 19°36′W        |
| 7    | Tungnafellsjökull               | 48       |            | 1,535        | 64°45′N 17°55′W        |
| 8    | Þórisjökull                     | 32       |            | 1,350        | 64°32′31″N 20°42′56″W  |
| 9    | Eiríksjökull                    | 22       |            | 1,672        | 64°46′24″N 20°24′34″W  |
| 10   | Þrándarjökull                   | 22       |            | 1,236        | 64°42′08″N 14°54′09″W  |
| 11   | Tindfjallajökull                | 19       |            | 1,462        | 63°48′N 19°35′W        |
| 12   | Torfajökull                     | 15       |            | 1,190        | 63°53′39″N 19°00′37″W  |
| 13   | Snæfellsjökull                  | 11       |            | 1,446        | 64°48′32″N 23°46′16″W  |
| 1-13 | Totale ghiacciai più importanti | 11.181   |            | 2.109,6      |                        |